# Van Itersonziekenhuis
Het Van Itersonziekenhuis was een ziekenhuis voor alle gezindten. Het ziekenhuis was gelegen aan de La Reylaan in de Nederlandse stad Gouda.

## Geschiedenis
In 1910 werd het nieuwe Van Itersonziekehuis geopend. Het gebouw was een ontwerp van de architect Willem Kromhout. Hij gaf het gebouw vorm in een "sobere Jugendstil". Het gebouw kon gerealiseerd worden dankzij een legaat van de in 1905 overleden Johanna Alberta van Iterson (1832-1905) en Everdina Johanna Lamberta van Iterson (1838-1905), dochters van de directeur van de Goudse kaarsenfabriek, Andrinus Antonie Gijsbertus van Iterson. Zij waren beiden in Gouda geboren en overleden ongehuwd een dag na elkaar te Brussel, respectievelijk op 8 en 7 november. Het ziekenhuis verving het oude Catharina Gasthuis in de binnenstad van Gouda. In dit gebouw aan de Oosthaven in Gouda werd later - in 1947 - het museum het Catharina Gasthuis gehuisvest. Het nieuwe ziekenhuis, gelegen in de wijk Kort Haarlem werd genoemd naar de schenksters en hun vader, het Van Itersonziekenhuis. Het borstbeeld van hun vader werd boven de ingang in de voorgevel van het ziekenhuis geplaatst.
Tijdens de Tweede Wereldoorlog werd het ziekenhuis in beslag genomen door de Duitse Wehrmacht. Ook het Sint Jozefpaviljoen onderging ditzelfde lot.
Het gebouw was niet bijzonder geschikt voor de verpleging en verzorging van zieken. Na de Tweede Wereldoorlog werd gezocht naar een andere opzet van de ziekenhuisverpleging in Gouda. Langdurige fusiebesprekingen met het protestantse Diaconessenhuis "De Wijk" leidden uiteindelijk in 1970 tot een fusie. In datzelfde jaar werd het nieuwe ziekenhuis aan de Bleulandweg in gebruik genomen (Bleulandziekenhuis). Op 23 juni 1970 verhuisde eerst het Van Itersonziekenhuis en een dag erna De Wijk. Er was weliswaar sprake van een gedeeltelijke fusie, want de verpleegafdelingen bleven vooralsnog gescheiden. In 1992 zou ook het rooms-katholieke Sint Jozefziekenhuis aansluiting vinden en ontstond het Groene Hart Ziekenhuis. Het oorspronkelijk vermogen is na de fusie ondergebracht in een zelfstandige stichting het Van Iterson Ziekenhuis.
Het monumentale pand aan De la Reylaan werd in 1972 afgebroken. Op de plaats van het ziekenhuis werd de Zuidrandflat gebouwd.